# Dani Filth
Dani Filth (echte naam Daniel Lloyd Davey) (Hertford, Engeland, 25 juli 1973) is de zanger en tekstschrijver van de Britse metalband Cradle of Filth, die hij in 1991 begon samen met gitarist Paul Allender, bassist John Richard en drummer Darren White. Filth is het enige originele lid dat nog deel uitmaakt van de band na het vertrek van Allender in april 2014.

## Cradle of Filth
In 1991 richt Davey de band Cradle of Filth op en neemt hij het alias Dani Filth aan. De uitspraak van 'Dani' is dezelfde als die van 'Danny'. Op dat moment is hij nog stagiair als student journalistiek, maar hij besluit een jaar vrijaf te nemen en daarna terug te gaan naar de Universiteit om letterkunde of literatuur te studeren. Het succes van de band zorgde ervoor dat het daar niet meer van kwam.
In haar demotijd valt de band op door de combinatie van extreme black metal met veel blastbeats en grootse composities, vaak met toetsen ondersteund. Ook de poëtische inslag van Filth baren opzien, waarmee grootste en dramatische gebeurtenissen in zijn teksten verhuld worden. Op andere momenten is hij zeer expliciet in uitingen over geweld of erotiek.
In 1994 neemt de band, na het eerdere afketsen van het album Goetia om financiële redenen het album The Principle of Evil Made Flesh op, bij Cacophonous Records. Met het verschijnen van de ep Vempire (tevens bekend als Dark Faerytales in Phallustein) groeit de band uit tot de wereldtop in het eigen genre. Met name het grote bereik en de lange, ijzige krijsgeluiden die Filth maakt, maakt Cradle of Filth tot een band die alle ogen op zich gericht krijgt. Tours en optredens op alle belangrijke festivals over de hele wereld volgen. Filth is een liefhebber van horrorliteratuur uit het eind van de negentiende eeuw en voor het album Dusk... and Her Embrace maakt hij gebruik van het thema vampiers. Hij laat zelf een gebitsprothese aanmaken, waardoor hij het uiterlijk van een vampier krijgt. Hierover zegt hij zelf:
- You tend to get rather bored with people or bands not making an effort to look less than ordinary, so we just try and be a little flamboyant, it's just the way we like; we're into this kinda thing.

Op de albums die volgen blijven diverse horrorthema's verkend worden, waaronder de geschiedenis van en legendes rondom Elisabeth Bathory en Gilles de Rais. In het nummer Her Ghost in the Fog van het album Midian (2000) wordt een rol vervuld door acteur Doug Bradley, die Pinhead speelt in de Hellraiser-films. Filth heeft met Cradle of Filth tien studioalbums opgenomen.

## Films
Filth speelt in de horrorfilm Cradle of Fear (2001) als The Man, een psychopathisch personage dat uit is op wraak op degenen die zijn vader vervolgden. Ook leende hij zijn stem aan het cartoonpersonage Dominator, uit de gelijknamige film uit 2003. Filth was met zijn band te zien in het laatste seizoen van de realityserie Viva La Bam.

## Privé
Filth heeft een dochter.

## Trivia
- Filth werd door Hit Parader uitgeroepen tot nummer 95 in de top 100 van belangrijkste heavy-metalzangers aller tijden.[2]
- Filth is een groot verzamelaar van attributen uit horrorfilms.
- Filth deed mee aan het BBC-programma Living with the Enemy, waarin een bezorgde moeder van een fan drie dagen met de band optrok om te zien of haar zorgen over haar zoon terecht waren.[3]
- In 1998 werd Filth tijdens een fotoshoot op het Vaticaan opgepakt wegens obsceen gedrag. De directe aanleiding hiervoor was zijn T-shirt met de tekst I love Satan erop.[4] Hij is echter geen satanist, omdat hij daarmee indirect het bestaan van God zou erkennen.

- Bibliothèque nationale de France: cb16199235d (data)
- Gemeinsame Normdatei: 1073572773
- International Standard Name Identifier: 0000 0001 1773 165X
- Library of Congress Control Number: no2011079475
- MusicBrainz: aca7a1ca-c19b-42f3-857f-52939c1bbb65
- Nationale Bibliotheek van Tsjechië: xx0065191
- Système universitaire de documentation: 160202469
- Virtual International Authority File: 85724156
- WorldCat: E39PBJr3xJMGYRv6BtGGxWkdQq